# Hereditäre Neuropathie mit Neigung zu Drucklähmungen
Bei der hereditären Neuropathie mit Neigung zu Druckläsionen, auch als HNPP vom Englischen "Hereditary Neuropathy with liability to Pressure Palsies" oder als tomakulöse Neuropathie bezeichnet, handelt es sich um ein neurologisches Krankheitsbild aus dem Kreis der Neuropathien (Nervenschädigungen).
Bei der HNPP kommt es oft schon bei alltäglicher Belastung zu Drucklähmungen peripherer Nerven, die sich z. B. in Taubheitsgefühl, Missempfindungen und Schwäche äußern. Sie bilden sich meist nach einigen Tagen oder aber auch erst einigen Monaten zurück.
Durch eine Demyelinisierung (Entmarkung) der Nerven zeigt sich in der Elektrophysiologie eine fokale Verlangsamung der Nervenleitgeschwindigkeit bis hin zum Leitungsblock. Dies führt, zusammen mit der charakteristischen Anamnese sowie der klinisch-neurologischen Untersuchung (z. B. Ausfall der Achillessehnenreflexe) zur Verdachtsdiagnose. In der Nervenbiopsie zeigen sich die Nerven tomakulös, also mit aufgeschwollenen Myelinscheiden, die in ihrem Aussehen wurstartig anmuten (lat. tomaculum – Wurst, Würstchen). Diese Verdickungen befinden sich oft an den Ranvierschen Schnürringen; an einem derartigen Schnürring ist dann das anschließende Nervenfasersegment deutlich dünner myelinisiert. Definitiv kann die Diagnose mit der genetischen Analyse gestellt werden.

## Klinische Manifestation
Hereditäre Neuropathien sind in der Regel langsam progrediente Erkrankungen mit unterschiedlichem Manifestationsalter (bei der CMT1a in 80 % vor dem 20. Lebensjahr). Patienten mit CMT 1 und CMT 2 zeigen charakteristische distal-symmetrische Muskelatrophien und -paresen an der oberen und unteren Extremität, erloschene Reflexe, Fußdeformitäten und Gangstörungen. In unterschiedlicher Ausprägung sind sensible Defizite vorhanden. Dysästhesien kommen vor. Die hereditäre demyelinisierende Neuropathie mit Neigung zu Druckparesen (HNPP) ist charakterisiert durch das Auftreten rezidivierender fokaler Paresen (z. B. Fußheberparesen, Handstreckerparesen), die sich häufig ohne Residuum zurückbilden. Es sind auch Verlaufsformen mit distal-symmetrisch verteilten Paresen beschrieben worden. Manche Neuropathien manifestieren sich durch zusätzliche Symptome wie Erblindung, Taubheit, Skoliose, oder andere, was wichtige Hinweise auf den ursächlichen Gendefekt geben kann.
Die HNPP kann unterschiedlich schwer verlaufen, eine Einschränkung der Lebenserwartung besteht jedoch nicht.
Die Krankheit ist erblich. Ursächlich ist eine Deletion oder Mutation im Gen, das für das periphere Myeloprotein PMP22 kodiert. Es ist dasselbe Gen, das bei Duplikation zur HMSN1A führt. Des Weiteren finden sich bei demyelinisierenden Neuropathien häufig Mutationen im Gen für das Myelin-Protein Null (MPZ) und im Gen für Connexin 32 (GJB1). Letzteres ist auf dem X-Chromosom kodiert, daher sind weibliche Anlageträger häufig weniger stark betroffen oder sogar asymptomatisch. Bei den rezessiven, demyeliniserenden Neuropathien finden sich in der deutschen Bevölkerung gehäuft Mutationen des KIAA1985-Gens (CMT4C).

## Prognose und symptomatische Therapie
Eine kausale Therapie steht bei den hereditären Neuropathien bis heute nicht zur Verfügung.
Die Patienten werden angeleitet, Auslösesituationen für die Druckläsionen zu vermeiden.
Nach langjährigem Krankheitsverlauf kommt es zu einer Einschränkung der Gehfähigkeit, die stark variieren kann. Bei zunehmenden Paresen ist eine optimale Hilfsmittelversorgung anzustreben: z. B. Fußheber-Orthesen, orthopädische Schuhe, evtl. Knie-Orthesen. Bei eingeschränkter Gehstrecke ist die Ausstattung mit Stock, Rollator und ggf. auch mit einem Rollstuhl für längere Gehstrecken sinnvoll. Bei starker Fußdeformität kann eine operative Korrektur erfolgen. Sind die Hände stark betroffen, gibt es Hilfen zum Schreiben und Essen.
Auch Physiotherapie und, insbesondere bei Paresen der Hände, Ergotherapie sollten bei diesen chronischen Erkrankungen regelmäßig zur Anwendung kommen.
Die potentielle Wirkung einiger Medikamente, eine Neuropathie zu induzieren oder dramatisch zu verschlechtern, sollte bei Patienten mit hereditärer Neuropathie bedacht werden. Hierzu zählen u. a. Adriamycin, Penicillin in hoher Dosierung, Gold, Amiodarone, Phenytoin, Lithium, Colchizin, Vincristin, Misonidazole, Vitamin B6 hochdosiert, Penicillamine, Perhexilene, Hydralazine, Chloramphenicol, Isoniazid, Cisplatin, Taxol, Dapsone, Vitamin A, Nitrofurantoin.
Experimentelle Therapieansätze
In Tierversuchen konnte gezeigt werden, dass bei der CMT1a durch Gabe von Progesteron-Rezeptor-Antagonisten die Überexpression von PMP22 reduziert und die klinischen Symptome gemildert werden konnte (Sereda u. a. 2003). Die Gabe von Ascorbinsäure verbesserte bei der CMT1A-Maus die Myelinierung, senkte die PMP22-Expression und führte weniger häufig zum vorzeitigen Tod (Passage u. a. 2004).